# Control freak
Сontrol freak (маньяк контроля) — неформальное название паттерна поведения, связанного с навязчивым стремлением управлять всем, что происходит вокруг. Получило распространение в английском языке в конце 1960 годов.

## Психологическая картина
Маньяки контроля зачастую являются также перфекционистами, стремящимися защитить себя от внутренней уязвимости; их потребность в тотальном контроле происходит из боязни вновь испытать отчаяние от беспомощности, однажды испытанное в детстве.

Страдающие манией контроля склонны к манипулированию окружающими и оказанию на них психологического или физического давления с целью изменения поведения, что избавляет их от необходимости изменять собственное поведение, привычки и убеждения, и позволяет избежать ощущения собственной внутренней пустоты.

Мания контроля иногда связана с проявлением созависимости. В этих случаях страх быть покинутым одного из зависимых приводит к попыткам контроля в отношении тех, от кого индивид зависит.

В рамках теории «типов личности А и Б», маньяки контроля являются ярко выраженными личностями типа А, стремящимися доминировать и руководить. Навязчивое стремление руководить другими также ассоциируется с социопатией.

## Исторические личности
Существует мнение, что признаки мании контроля наблюдались у многих известных исторических фигур, среди которых королева Виктория, герцог Веллингтон, Владимир Ленин.

### Королева Виктория
В документальном фильме BBC «Дети королевы Виктории» (англ. Queen Victoria's Children), вышедшем на экраны канала BBC2 в 2013 году, утверждается, что, судя по тому, как Виктория относилась к своим детям, она страдала патологической манией контроля.

### Владимир Ленин
Биограф Ленина Роберт Сервис считает, что стремление доминировать во что бы то ни стало было одной из основных черт характера В. И. Ленина. Это стремление проявлялось как в крупных вопросах партийной стратегии и тактики, так и в мелочах, иногда забавных. Царская политическая полиция считала неуживчивость Ленина полезным для себя качеством и использовала его как агента влияния для раскола РСДРП .

## Комментарии
1. ↑  Английский глагол to control имеет выраженный активный смысл (command, dominate, direct, steer, pilot, hold sway over, rule, exercise power or authority over, govern, manage, lead, conduct, be in control (of), call the tune, guide, oversee, supervise  Архивная копия от 5 июня 2014 на Wayback Machine), что точнее всего соответствует русскому «управлять, руководить», а не контролировать в смысле держать под наблюдением. Однозначного перевода на русский выражение Control freak не имеет (см. русско-английский словарь Архивная копия от 5 июня 2014 на Wayback Machine)
2. ↑  Во время переезда из Германии в «пломбированном вагоне» Ленин ввел мандаты на посещение туалета (Р.Сервис «Ленин. Биография», с=250)